# Isatis mardinensis
Isatis mardinensis är en korsblommig växtart som beskrevs av Peter Hadland Davis och H. Misirdali. Isatis mardinensis ingår i släktet vejdar, och familjen korsblommiga växter. Inga underarter finns listade i Catalogue of Life.